# قطعنامه ۱۶۹۰ شورای امنیت
قطعنامه ۱۶۹۰ شورای امنیت سازمان ملل متحد که در تاریخ ۲۰ ژوئن ۲۰۰۶ تصویب شد، سندی بین‌المللی دربارهٔ بررسی وضعیت تیمور شرقی است. این قطعنامه طی نشست ۵۴۶۹ام با ۱۵ رای موافق، ۰ مخالف و ۰ ممتنع تصویب شد.